# Festival de Eurovisión de Jóvenes Músicos 2012
La XVI edición del Festival de Eurovisión de Jóvenes Músicos se celebró en el Rathausplatz de Viena (Austria) el 11 de mayo de 2012, siendo la cuarta vez consecutiva que este certamen se celebra en Austria.
14 países confirmaron su participación para participar en esta edición, de los cuales 7 (seleccionados por un grupo de expertos) se clasificaron para actuar en la Gran Final del viernes.
Los finalistas estuvieron acompañados por la Vienna Radio Symphony Orchestra,bajo la batuta del joven director alemán Cornelius Meister.
Pia Strauss fue la encargada de presentar las semifinales.Mientras que Martin Grubinger presentó la gala de la Gran Final.

## Países Participantes
14 países confirmaron oficialmente su participación en el certamen. Armenia, Bosnia y Herzegovina y Georgia participaron por primera vez. Por otro lado, Chipre, Reino Unido, Rumanía, Rusia y Suecia decidieron no participar en esta edición. Sin embargo, la cadena de televisión BBC del Reino Unido, decidió seguir realizando el programa BBC Young Musicians of the year, que utilizó en años anteriores para seleccionar al representante del país en este festival. Además, en esta edición también destacó el regreso de Ucrania. 
Todos los países participantes participaron en la semifinal que se celebró en dos días. De la semifinal, salieron siete finalistas que compitieron en la Gran Final del viernes para conseguir el triunfo.
Los países que participaron en esta edición fueron:
| País y TV                 | Representante             | Instrumento | Proceso y fecha de selección           |
| ------------------------- | ------------------------- | ----------- | -------------------------------------- |
| Alemania WDR              | Dominic Chamot            | Piano       | Elección interna, 2-03-12              |
| Armenia AMPTV             | Narek Kazazyan            | Kanon       | Elección interna, 27-02-12             |
| Austria ORF               | Emmanuel Tjeknavorian     | Violín      | Final nacional, 27-02-12               |
| Bielorrusia BTRC          | Alexandra Denisenya       | Címbalo     | Final nacional, 29-02-12               |
| Bosnia y Herzegovina BHRT | Naomi Druškić             | Piano       | Elección interna, 29-02-12             |
| Croacia HRT               | Katarina Kutnar           | Violín      | Elección interna, 24-02-12             |
| Eslovenia RTVSLO          | Blaž Šparovec             | Clarinete   | Elección interna, 12-03-12             |
| Georgia GPB               | Lizi Ramishvili           | Violonchelo | Final nacional, 11-03-12               |
| Grecia ERT                | Zacharias Fotis           | Clarinete   | Final nacional, 10-03-12               |
| Noruega NRK               | Eivind Holtsmark Ringstad | Viola       | Virtuos, 18-03-12                      |
| Países Bajos NTR          | Ella van Poucke           | Violonchelo | De Avond van de Jonge Musicus, 9-04-12 |
| Polonia TVP               | Jagoda Krzemińska         | Flauta      | Młody Muzyk Roku, 4-04-12              |
| República Checa ČT        | Michaela Špačková         | Fagot       | Final nacional, 16-02-12               |
| Ucrania NTU               | Bohdan Ivasyk             | Violín      | Elección interna, 20-02-12             |

## Jurado
El jurado de esta edición estuvo formado por:

### Jurado de la Semifinal
- Agnieszka Duczmal (Presidenta del jurado)
- Christian Eggen
- Carol McGonnell
- Franz Bartolomey

### Jurado de la Final
- Markus Hinterhäuser (Presidente del jurado)
- Agnieszka Duczmal
- Christian Eggen
- Carol McGonnell
- Radek Baborák

## Celebración del Festival

### Semifinal
La semifinal se celebró en dos días. La primera parte fue el día 5 de mayo de 2012 y la segunda parte el 6 de mayo de 2012. Los 7 participantes mejor valorados pasaron a la Gran Final del 11 de mayo.

#### Parte 1 (5 de mayo de 2012)[31]
| N.º | País                 | Artista               | Edad | Instrumento | Resultado |
| --- | -------------------- | --------------------- | ---- | ----------- | --------- |
| 01  | Eslovenia            | Blaž Šparovec         | 18   | Clarinete   | Eliminado |
| 02  | Georgia              | Lizi Ramishvili       | 11   | Violonchelo | Eliminado |
| 03  | Bosnia y Herzegovina | Naomi Druškić         | 13   | Piano       | Eliminado |
| 04  | República Checa      | Michaela Špačková     | 18   | Fagot       | Finalista |
| 05  | Armenia              | Narek Kazazyan        | 15   | Kanon       | Finalista |
| 06  | Austria              | Emmanuel Tjeknavorian | 16   | Violín      | Finalista |
| 07  | Grecia               | Zacharias Fotis       | -    | Clarinete   | Eliminado |
| 08  | Croacia              | Katarina Kutnar       | 16   | Violín      | Eliminado |

#### Parte 2 (6 de mayo de 2012)[31]
| N.º | País         | Artista                   | Edad | Instrumento | Resultado |
| --- | ------------ | ------------------------- | ---- | ----------- | --------- |
| 09  | Polonia      | Jagoda Krzemińska         | 16   | Flauta      | Finalista |
| 10  | Ucrania      | Bohdan Ivasyk             | 17   | Violín      | Eliminado |
| 11  | Países Bajos | Ella van Poucke           | 18   | Violonchelo | Eliminado |
| 12  | Alemania     | Dominic Chamot            | 16   | Piano       | Finalista |
| 13  | Bielorrusia  | Alexandra Dzenisenia      | 18   | Címbalo     | Finalista |
| 14  | Noruega      | Eivind Holtsmark Ringstad | 18   | Viola       | Finalista |

### Final
La final fue celebrada el 11 de mayo de 2012. Participaron los 7 finalistas clasificados de la semifinal realizada en dos partes.
Eivind Holtsmark Ringstad de Noruega consiguió la victoria seguido por Emmanuel Tjeknavorian de Austria en segunda posición y Narek Kazazyan de Armenia en tercera posición.
| N.º | País            | Artista                   | Edad | Instrumento | Resultado |
| --- | --------------- | ------------------------- | ---- | ----------- | --------- |
| 01  | Bielorrusia     | Alexandra Dzenisenia      | 18   | Címbalo     | 5         |
| 02  | Polonia         | Jagoda Krzemińska         | 16   | Flauta      | 4         |
| 03  | Noruega         | Eivind Holtsmark Ringstad | 18   | Viola       | 1         |
| 04  | República Checa | Michaela Špačková         | 18   | Fagot       | 5         |
| 05  | Alemania        | Dominic Chamot            | 16   | Piano       | 5         |
| 06  | Armenia         | Narek Kazazyan            | 15   | Kanon       | 3         |
| 07  | Austria         | Emmanuel Tjeknavorian     | 16   | Violín      | 2         |

## Predecesor y sucesor
| Predecesor: Viena 2010 | Festival de Eurovisión de Jóvenes Músicos Viena 2012 | Sucesor: Colonia 2014 |